# In the Absence of Light
In the Absence of Light — второй студийный альбом американской блэк-метал-группы Abigail Williams, выпущенный 28 сентября 2010 года. Альбом переходит от симфонического блэк-метал-звучания и использования клавишных, показанных на In the Shadow of a Thousand Suns, к более стандартному блэк-металлическому звучанию.

## Список композиций
| №  | Название                            | Длительность |
| -- | ----------------------------------- | ------------ |
| 1. | «Hope the Great Betrayal»           | 6:44         |
| 2. | «Final Destiny of the Gods»         | 8:16         |
| 3. | «The Mysteries That Bind the Flesh» | 6:51         |
| 4. | «Infernal Divide»                   | 4:59         |
| 5. | «In Death Comes the Great Silence»  | 6:17         |
| 6. | «What Hells Await Me»               | 4:47         |
| 7. | «An Echo in Our Legends»            | 4:59         |
| 8. | «Malediction»                       | 6:58         |

| №  | Название                                        | Длительность |
| -- | ----------------------------------------------- | ------------ |
| 9. | «Psalm 69» (Ministry cover) (iTunes бонус-трек) | 5:36         |